# Louis Stokes

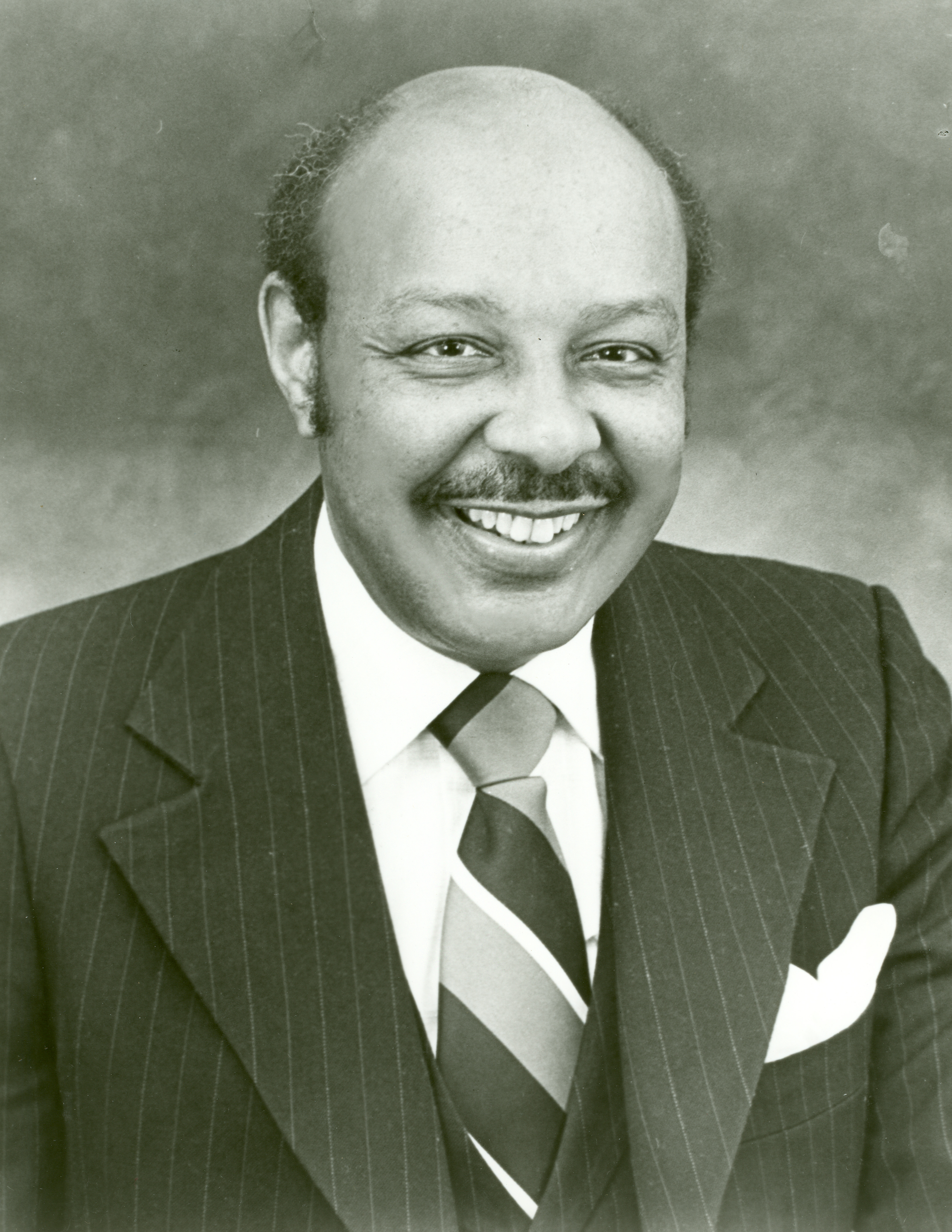
Louis Stokes

Louis Stokes (* 23. Februar 1925 in Cleveland, Ohio; † 18. August 2015 ebenda) war ein US-amerikanischer Politiker der Demokratischen Partei. Von 1969 bis 1999 war er Mitglied des Repräsentantenhauses der Vereinigten Staaten für den 11. und 21. Kongresswahlbezirk des Bundesstaates Ohio.

## Familie, Ausbildung und Beruf
Louis Stokes wurde in Cleveland geboren. Gemeinsam mit seinem Bruder, dem späteren Botschafter der USA auf den Seychellen, Carl Stokes, wuchs er in einem geförderten Wohnungsbauprojekt, den Outhwaite Homes in Cleveland, auf. Von 1943 bis 1946 diente er in der US Army. Er studierte an der Case Western Reserve University und der Cleveland State University Jura. 1953 nahm er in Cleveland eine Anwaltstätigkeit auf. 1968 trat er im Verfahren Terry v. Ohio vor dem Obersten Gerichtshof als Anwalt auf.
Mit seiner Frau Jay war Stokes 55 Jahre lang verheiratet und war Vater von vier Kindern. Er war bis zu seinem Tod als Rechtsanwalt in Cleveland und Washington, D.C. tätig. Nach ihm sind einige Gebäude und ein Bahnhof benannt. Stokes war Mitglied im Bund der Freimaurer; seine Loge ist unter der Prince-Hall-Großloge konstituiert.

## Politische Laufbahn
Bei der Wahl 1968 wurde Stokes als Vertreter des 21. Kongresswahlbezirks Ohios ins US-Repräsentantenhaus gewählt und trat sein Mandat am 3. Januar 1969 an. 1972 wurde Stokes zweiter Vorsitzender des Congressional Black Caucus, der Organisation der afroamerikanischen Kongressabgeordneten, und trieb die Umformung der Gruppe vom Anspruch einer kollektiven Vertretung aller Afroamerikaner im Land hin zur konkreten, individuellen Gesetzgebungsarbeit voran. Er wurde 1974 im 94. Kongress in dieser Position von Charles B. Rangel abgelöst. Stets wiedergewählt, wechselte Stokes 1993 vom 21. Kongressdistrikt in den 11. Ohios, den er bis 1999 vertrat. Er saß insgesamt 30 Jahre im Repräsentantenhaus und schied 1999 aus.
Während seiner Zeit im Repräsentantenhaus war er zweimal Chairman (Vorsitzender) des United States House Committee on Ethics. Dem United States House Permanent Select Committee on Intelligence saß er ebenfalls vor. Stokes war ebenfalls Chairman des United States House Select Committee on Assassinations. Das Komitee wurde nach den Attentaten auf John F. Kennedy und Martin Luther King zur Aufklärung gebildet. Ebenso saß er in dem Komitee, welches zur Aufklärung der Iran-Contra-Affäre gebildet wurde.